# Банино (Ярославская область)
Ба́нино — деревня в Макаровском сельском округе Судоверфского сельского поселения Рыбинского района Ярославской области.
Деревня расположена в окружении лесов с северной стороны железной дороги Рыбинск—Сонково к западу от станции Просвет. К востоку, с другой стороны от железной дороги расположены слившиеся деревни Харитоново и Архарово. Юго-западнее расположены деревни Башарово и Каботово. Просёлочная дорога от Банино ведет на восток к станции Просвет, затем на север к автомобильной дороге Рыбинск—Глебово.
Почтовое отделение Харитоново обслуживает в деревне Банино 16 домов.

## Население
| 2007 | 2010 |
| ---- | ---- |
| 2    | ↗6   |